# Ferdinand Brockes
Ferdinand Brockes (* 10. Juli 1867 in Orle, Kreis Berent, Westpreußen; † 3. April 1927 in Oschersleben) war ein deutscher evangelischer Geistlicher und Autor. Sein Reisebericht Quer durch Kleinasien aus dem Jahr 1900 ist eine wichtige Quelle zur Lage der Armenier zwischen dem Massaker an den Armeniern 1894–1896 und dem Völkermord an den Armeniern 1915.

## Leben
Ferdinand Brockes war der Sohn des Besitzers des Rittergutes Orle. 1869 zog die Familie nach Dresden, dann nach Berlin, wo er durch Karl Büchsel konfirmiert wurde. Ab Herbst 1885 studierte er Evangelische Theologie an der Universität Berlin. In seiner Studienzeit wurde er durch die Gemeinschaftsbewegung geprägt. Er engagierte sich in einer Studentenabteilung des Christlichen Vereins Junger Männer und war einer der Gründungsmitglieder der Deutschen Christlichen Studentenvereinigung.
Ab 1895 war er Pfarrer in Prittag, Landkreis Grünberg i. Schles. in Schlesien (heute Teil der Gmina Zabór). Aus seinem Konfirmandenunterricht heraus entstand eine Jugendgruppe entschiedener Christen. 1896 wurde er bei der Jahrestagung der deutschen Gruppen des Jugendbunds für Entschiedenes Christentum (EC) in Berlin zum Vorsitzenden des deutschen Verbandes gewählt.
Im selben Jahr gründete sich auf Anregung von Ernst Lohmann als Reaktion auf die Massaker an den Armeniern 1894–1896 der Deutsche Hülfsbund für christliches Liebeswerk im Orient.  Brockes übernahm im April 1897 die Leitung des vom Hilfsbund eingerichteten Waisenhauses im Istanbuler Vorort Bebek. Im Winter 1898/99 unternahm er zusammen mit Ernst Lohmann eine Inspektionsreise zu den anderen Einrichtungen deutscher Hilfswerke. Sie führte ihn zunächst per Schiff von Konstantinopel nach Smyrna (Izmir), dann über Land nach Mersin, Tarsus,  Adana, Sis (Kozan (Adana)), Hadschin (Saimbeyli), Marasch (Kahramanmaraş) und Zeitun (Süleymanlı). Es folgten Aintab (Gaziantep) und Urfa; dann ging es nach Mesereh (Elazığ) und durch Kappadokien nach Sivas und von dort über Amasya zur Küste und zurück nach Konstantinopel. Bei einer Ansprache, die er in Zeitun hielt, verwendete er das Wort erlösen, was von den anwesenden türkischen Polizisten als das türkisch gleichlautende befreien (der Armenier von türkischer Herrschaft) und damit als Anstiftung zum Aufruhr verstanden wurde. Es kam zu einer diplomatischen Intervention; die Hohe Pforte forderte von der deutschen Reichsregierung seine Abberufung, und Brockes wurde faktisch aus dem Osmanischen Reich ausgewiesen. Er veröffentlichte seine Reiseberichte in der konservativen Berliner Zeitung Der Reichsbote und 1900 in Buchform. Die Berichte und Abbildungen geben einen Einblick in die Welt der armenischen Bevölkerungsgruppe, die 1915 unterging.
Brockes kehrte nach Deutschland zurück, ging danach nach Stuttgart und wirkte hier als Assistent von Christian Dietrich für den Altpietistischen Gemeinschaftsverband. Zusammen mit Dietrich veröffentlichte er die erste Dokumentation über die Privat-Erbauungsgemeinschaften innerhalb der evangelischen Kirchen Deutschlands.
1902 erhielt er einen Ruf nach Bern an das Diakonissen-Mutterhaus, wo er bis 1905 blieb. Zum 1. Juli 1905 wurde er durch den preußischen Evangelischen Oberkirchenrat als Pfarrer nach Gräfenhainichen berufen. Hier ließ er zum 300. Geburtstag von Paul Gerhardt 1907 das Paul-Gerhardt-Haus bauen.
Von Gräfenhainichen aus wurde er Superintendent in Oschersleben an der Bode.
Seit 1897 war er verheiratet mit Olga, geb. Ledoux. Das Paar hatte acht Kinder.
Neben seinem Reisebericht und Vorträgen veröffentlichte er 1913 einen historischen Roman Cajus von Derbe, der Gefährte des Paulus, der mehrere Auflagen erreichte, und 1923 einen ebenfalls viel gelesenen Zukunftsroman Die Herren der Erde.

## Schriften
- Verhandlungen der Osterkonferenz zu Nakel 1894, 48f.; Bekehrung und Wiedergeburt nach der Schrift, Vortrag auf der Gnadenberger Gemeinschaftskonferenz, 1895, 18962;
- Quer durch Kleinasien. Bilder von einer Winterreise durch das armenische Notstandsgebiet. Gütersloh: Bertelsmann 1900

Digitalisat bei Hathi Trust, einsehbar mit US-Proxy
- mit Christian Dietrich: Die Privat-Erbauungsgemeinschaften innerhalb der evangelischen Kirchen Deutschlands.  1903
- Das Erbe der Reformation und die modernen kirchlichen Wirren. (Vortrag) 1911
- Cajus von Derbe, der Gefährte des Paulus. Ein Bild vom Kämpfen und Werden in der ältesten Christenheit. 1913

bis 1923 acht Auflagen
- Die Predigt von Schuld und Sühne für den Menschen unserer Zeit. Vortrag. 1914
- In letzter Stunde. Ein Mahnruf an alle, die unsere Kirche und unser Volk liebhaben. 1917
- Die Wiederkunft Christi in ihrer Bedeutung für die Gemeinde Gottes und für die Menschheit. 1922
- Die Herren der Erde. Eine Erzählung aus zukünftigen Tagen. 1923/1925
- Der ganze Christus für unsere Jugend. Vortrag, 1924
- Die Apostelgeschichte des Lukas. Mit Textabbildungen von Sigmund von Sallwürk und einem Vorwort von Otto Borchert, 1925
- Landeskirchen und Gemeinschaften in ihrer Verantwortung füreinander. 1927